# Municipio Incahuasi
Das Municipio Incahuasi ist ein Verwaltungsbezirk im Departamento Chuquisaca im südamerikanischen Anden-Staat Bolivien.

## Lage im Nahraum
Das Municipio Incahuasi ist eines von vier Municipios der Provinz Nor Cinti und umfasst deren südöstlichen Bereich. Es grenzt im Nordwesten an das Municipio Villa Charcas, im Süden an die Provinz Sud Cinti, im Osten an die Provinz Hernando Siles, im Nordosten an die Provinz Azurduy und im Norden an das Municipio San Lucas.
Das Municipio erstreckt sich zwischen etwa 20° 24' und 20° 47' südlicher Breite und 64° 14' und 65° 02' westlicher Länge, seine Ausdehnung sowohl von Westen nach Osten beträgt bis zu 70 Kilometer, von Norden nach Süden bis zu 45 Kilometer.
Das Municipio umfasste bis zum Jahr 2009 insgesamt 154 Gemeinden (localidades), der zentrale Ort des Municipios ist die Ortschaft Incahuasi mit 1509 Einwohnern (Volkszählung 2012) im südlichen Teil des Municipios. Durch das Gesetz 4131 wurde das Municipio Incahuasi am 23. Dezember 2009 in zwei Municipios geteilt, indem aus dem nordwestlichen Teil des Kanton Incahuasi und dem gesamten Kanton Santa Elena das neue Municipio Villa Charcas gebildet wurde.

## Geographie
Das Municipio Incahuasi liegt an den südlichen Ausläufern der bolivianischen Cordillera Central, zwischen dem Altiplano im Westen und dem bolivianischen Tiefland im Osten. Das Klima ist ein kühl-gemäßigtes Höhenklima mit typischem Tageszeitenklima, bei dem die Temperaturunterschiede im Tagesverlauf stärker schwanken als im Jahresverlauf.
Die Jahresdurchschnittstemperatur in dem Landkreis liegt bei etwa 14 °C (siehe Klimadiagramm Culpina), die Monatsdurchschnittswerte schwanken zwischen knapp 10 °C im Juni/Juli und 16 °C von November bis März. Der Jahresniederschlag beträgt 430 mm und weist sieben aride Monate von April bis Oktober mit Monatswerten unter 20 mm auf, nennenswerte Monatsniederschläge fallen in den restlichen fünf Monaten mit Werten bis zu knapp 100 mm.

## Bevölkerung
Die Einwohnerzahl ist zwischen 2012 und 2024 nach der Abspaltung des Municipio Villa Charcas um etwa ein Fünftel angestiegen:
| Jahr | Einwohner | Quelle                          |
| ---- | --------- | ------------------------------- |
| 1992 | 20.309    | Volkszählung                    |
| 2001 | 23.394    | Volkszählung                    |
| 2012 | 13.056    | Volkszählung (nach der Teilung) |
| 2024 | 16.311    | Volkszählung                    |

Die Bevölkerungsdichte bei der letzten Volkszählung von 2024 betrug 15,4 Einwohner/km², der Alphabetisierungsgrad bei den über 6-Jährigen war von 53,6 Prozent (1992) auf 66,3 Prozent angestiegen. Die Lebenserwartung der Neugeborenen betrug 55,1 Jahre, die Säuglingssterblichkeit war von 10,7 Prozent (1992) auf 10,1 Prozent im Jahr 2001 zurückgegangen.
68,0 Prozent der Bevölkerung sprechen Spanisch, 80,9 Prozent sprechen Quechua und 0,1 Prozent sprechen Aymara. (2001)
88,2 Prozent der Bevölkerung haben keinen Zugang zu Elektrizität, 81,7 Prozent leben ohne sanitäre Einrichtung (2001).
53,1 Prozent der 4.783 Haushalte besitzen ein Radio, 10,2 Prozent einen Fernseher, 40,1 Prozent ein Fahrrad, 0,7 Prozent ein Motorrad, 3,8 Prozent ein Auto, 1,0 Prozent einen Kühlschrank, und 0,4 Prozent ein Telefon. (2001)

## Politik
Ergebnis der Regionalwahlen (concejales del municipio) vom 4. April 2010:
| Wahl- berechtigte |  | Wahl- beteiligung | gültige Stimmen |  | MAS-IPSP | C.S.T. | MSM    |
| ----------------- |  | ----------------- | --------------- |  | -------- | ------ | ------ |
| 2.809             |  | 2.417             | 1.856           |  | 1.092    | 389    | 375    |
|                   |  | 86,0 %            | 76,8 %          |  | 58,8 %   | 21,0 % | 20,2 % |

Ergebnis der Regionalwahlen (elecciones de autoridades políticas) vom 7. März 2021:
| Wahl- berechtigte |  | Wahl- beteiligung | gültige Stimmen |  | MAS-IPSP | CST     | C-A    | BSTH   | MNR    | UNIDOS |
| ----------------- |  | ----------------- | --------------- |  | -------- | ------- | ------ | ------ | ------ | ------ |
| 4.677             |  | 3.936             | 3.094           |  | 1.733    | 958     | 304    | 59     | 22     | 18     |
|                   |  | 84,16 %           | 78,61 %         |  | 56,01 %  | 30,96 % | 9,83 % | 1,91 % | 0,71 % | 0,58 % |

## Gliederung
Das Municipio Incahuasi umfasste bei der letzten Volkszählung von 2012 die folgenden drei Kantone (cantones):
- 01-0703-01 Kanton Incahuasi – 23 Gemeinden – 7.795 Einwohner
- 01-0703-02 Kanton Huajlaya – 19 Gemeinden – 3.455 Einwohner
- 01-0703-03 Kanton Pucará de Yatina – 21 Gemeinden – 3.162 Einwohner

## Ortschaften im Municipio Incahuasi
- Kanton Incahuasi
  - Incahuasi 1509 Einw. – Jolencia 695 Einw. – Miraflores 686 Einw. – Pueblo Alto 586 Einw. – Sultaca Baja 505 Einw.

- Kanton Huajlaya
  - Lampazar 722 Einw. – El Quemado 541 Einw. – Huajlaya 344 Einw. – San Marcos 265 Einw. – San Marcelo 244 Einw.

- Kanton Pucará de Yatina
  - Yatina 626 Einw. – Chillajara 501 Einw. – Agua y Cerca 202 Einw. – Portillo 184 Einw. – Pucará de Yatina 105 Einw.